# Grigorij Silytj Karelin
Grigorij Silytj Karelin (ryska: Григорий Силыч Карелин), född 1801, död 1872, var en rysk botaniker och upptäcktsresande. Han gjorde flera botaniska expeditioner tillsammans med Ivan Petrovitj Kirilov.
Auktorsnamnet Kar. kan användas för Grigorij Silytj Karelin i samband med ett vetenskapligt namn inom botaniken; se Wikipediaartiklar som länkar till auktorsnamnet.